# Irena Turkevycz-Martynec
Irena Turkevycz-Martynec (1899-1983) naquit à Brody, en Ukraine, et est arrivée à Winnipeg, au Canada, en 1949. Elle était une diva à l’Opéra de Lviv, et avait chanté à Paris, Vienne, Berlin, Prague, ainsi qu’en de nombreuses villes en Europe au cours de sa longue et légendaire carrière.

## Sa jeunesse

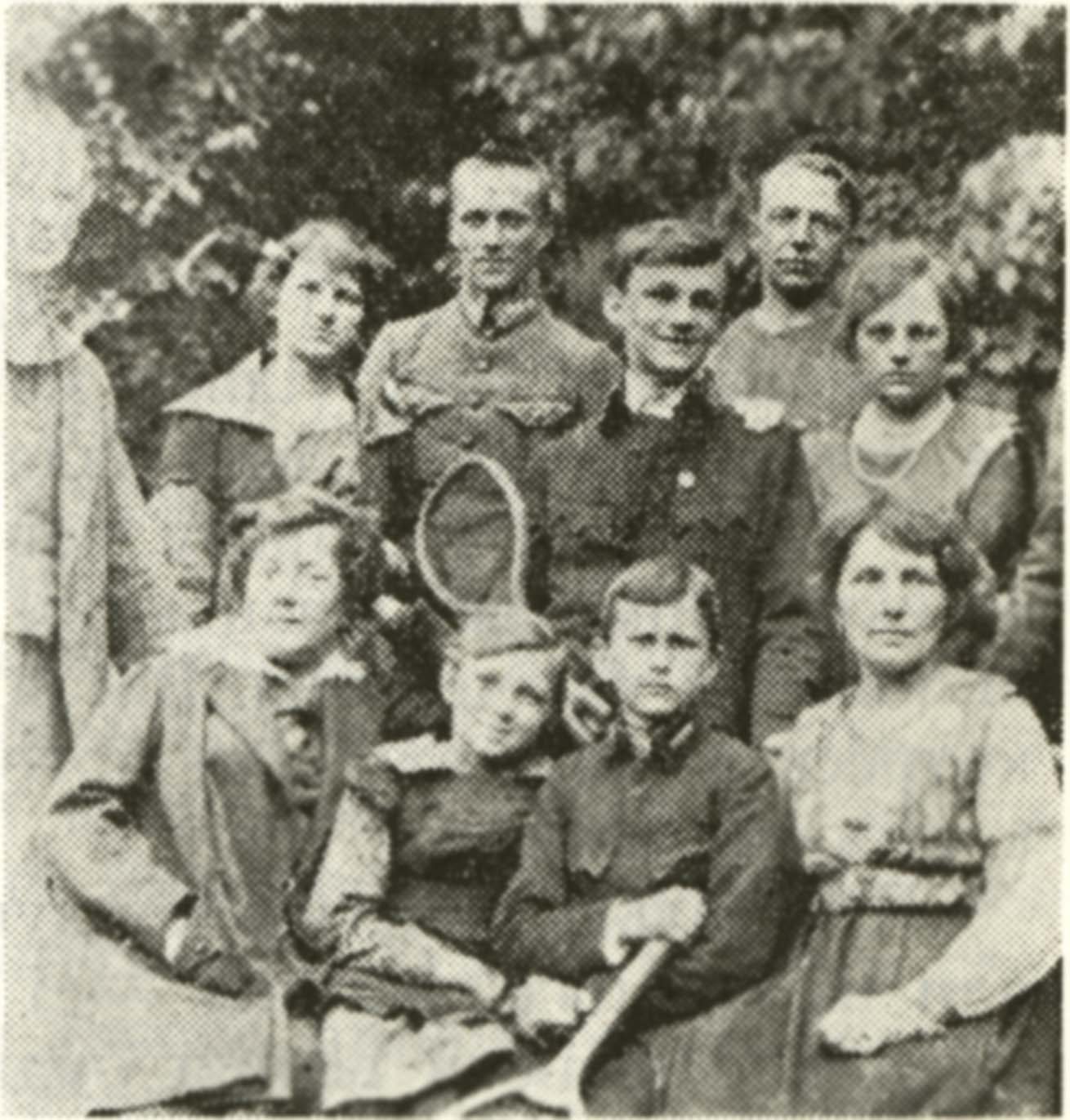
Rang du milieu, de gauche à droite: Irena, son frère Lev (avec raquette), sa sœur Stefania, vers 1915.

Irena Turkevycz, née le 25 décembre 1899 à Brody (aujourd'hui dans l'oblast de Lviv), était la troisième enfant d’une famille où il y avait un prêtre, un chef de chœur, un catéchète, et le critique musical Ivan Turkevycz. Sa mère était Sofia Kormoshiv.
Quand Irena avait six ans, son père fut nommé catéchète au Séminaire de Zalichtchyky où on lui a fourni une maison près du fleuve Dniestr. Il devint l’âme de la musique de la ville, et il faisait participer ses enfants et sa femme Sophia, une pianiste de grand talent. C’est la mère d’Irena qui lui enseigna d’abord la musique, suivie ensuite d’une maitresse de musique. Dès son jeune âge, Irena avait acquis des compétences musicales et artistiques et participait à des concerts de Taras Chevtchenko. 
En 1911, son père fut chargé de l’enseignement catéchétique au 2e Gymnase ukrainien de Lviv, et la famille s’est alors installée en permanence à Lviv. Irena fut alors inscrite au Gymnase de l’ordre basilien de saint Josaphat, où en plus de ses cours scolaires, elle suivait des cours de piano, et Stanyslav Lyudkevych lui enseignait la théorie de la musique.
Avant le début de la Première Guerre mondiale, la famille déménagea à Vienne, où ils habitèrent jusqu’en 1916. À Vienne, le père d’Irena fut chef de chœur de l’église Sainte-Barbara, dont la chorale était alors l’une des plus grandes et des meilleures chorales d’églises ukrainiennes en Europe. Dès son retour à Lviv, Irena poursuivit ses études chez les sœurs Basiliennes.

## Ses études
Irena s’inscrivit à l’Université de Lviv. Puis elle commença ses études supérieures en musique à l’Académie nationale musicale Lyssenko de Lviv, le Conservatoire musical de l’état, avec les professeurs Flem-Plomensky et Zaremba. Elle étudia aussi avec les professeurs Kozlovsky et Kryzhanivsky pour obtenir son diplôme d’art dramatique à Lviv. 
À l’opéra, elle a d’abord joué le rôle de Marenka dans la pièce La Fiancée vendue de Bedřich Smetana. Cet opéra, mis en scène par Yosyp Stadnyk au «Théâtre du discours ukrainien» célébrait le centenaire de l’anniversaire de Smetana.
Le 21 juin 1929, à l’Opéra de Lviv, on présentait l’opéra Fidelio de Ludwig van Beethoven. Les étudiants en dernière année participaient à ce spectacle, sous la direction de leur enseignant, Adam Soltys. Irena faisait partie de ce groupe. Le 22 juin, dans la chronique d’évaluation de l’opéra du journal «Dilo» on distinguait le nom d’Irena dont on louait la performance.
Elle a montré ses talents prometteurs d’actrice dramatique. Elle s’est essayée en direction. L'écrivain Zinovy Knysh écrit dans ses mémoires sur la vie musicale de Lviv qu'en 1929, Irena organisa un groupe théâtral chez son père et présenta des pièces de théâtre : «Hrikh» (Le péché) de Volodymyr Vynnytchenko, et «Johannisfeuer» (Les feux de la St-Jean) de Hermann Sudermann.  
Au printemps de 1930, Irena donna son premier concert solo, au cours duquel elle a chanté plusieurs arias, dont Gorislava de l’opéra Rouslan et Ludmila, de Mikhaïl Glinka, et Cio-Cio-san de l’opéra Madame Butterfly de Giacomo Puccini, ainsi que plusieurs romances et des chansons folkloriques ukrainiennes.
En 1930, elle s’est rendue à Berlin demeurer avec sa sœur Stéfania, et elle a poursuivi des études de musique pour trois ans à l’Université des arts de Berlin avec le professeur Weissenborn, qui travaillait avec des élèves comme Dietrich Fischer-Dieskau. Elle a appris à maîtriser sa voix à l’Opéra d’État de Berlin, et elle a terminé ses études d’art dramatique à l’Académie de musique Hanns Eisler. 
En 1933, Irena s'installa à Prague, où sa sœur Stefania enseignait le piano et était accompagnatrice au Conservatoire de Prague. Irena a donc pris des cours de chant avec des professeurs du Conservatoire de Prague et a chanté à l'Opéra d’État de Prague.

## Sa carrière
Irena a épousé Volodymyr Martynec, un politicien, et elle l’a suivi partout où son travail l’amenait. La débrouillardise d’Irena lui a permis de chanter un peu partout en Europe. Cette vie nomade a duré 12 ans.
À l’été 1942, Irena et son mari sont retournés à Lviv, où elle fut invitée à ses joindre à l’Opéra de Lviv (opéra et ballet). De 1942 à 1944, elle a joué des rôles dans les opéras suivants :
| Opera                  | Composer                 | Role      |
| ---------------------- | ------------------------ | --------- |
| Zaporozhets za Dunayem | Semen Hulak-Artemovsky   | Oksana    |
| Kateryna               | Mykola Arkas             | Mother    |
| Halka                  | Stanisław Moniuszko      | Halka     |
| Faust                  | Charles Gounod           | Margarita |
| Carmen                 | Georges Bizet            | Micaëla   |
| La traviata            | Giuseppe Verdi           | Violetta  |
| Manon                  | Jules Massenet           | Manon     |
| Tosca                  | Giacomo Puccini          | Tosca     |
| La Dame de pique       | Piotr Ilitch Tchaïkovski | Liza      |

À l’été 1943, Irena, accompagnée de la soprano colorature Nina Shevchenko et du baryton Mikhail Olkhov, a fait de longues tournées dans les villes et villages de la Galicie. Irena a souvent chanté à la radio. 
Son mari, un politicien, s’est vite rendu compte du changement qui s’opérait en Ukraine à cause de la guerre en Europe. Au printemps de 1944, Irena et un groupe de l’opéra de Lviv ont fait leurs bagages et ont fui vers l’Allemagne nazie, tout juste quelques semaines avant l’invasion par l’armée soviétique.
Irena est devenue chef de l’ensemble des opéras «Duma», à Karlsbad, et d’ «Orlik», en Allemagne nazie. Ces ensembles ont monté entre autres, deux opéras : Natalka Poltavka, et Drowned, un opéra lyrique et fantaisiste, de Mykola Lyssenko, compositeur ukrainien. Le libretto de ce dernier opéra avait été rédigé par l’écrivain et dramaturge ukrainien Mykhailo Starytsky qui s’était inspiré de l’histoire, Une nuit de mai, de Nicolas Gogol. Cette histoire faisait partie de la collection Les Soirées du hameau.
Le 28 janvier 1946, dans un camp de personnes déplacées, près d’Augsbourg, en Allemagne occupée, on avait fondé une organisation nommée « Association ukrainienne des artistes de scène » et Irena siégeait au conseil d’administration.

## Au Canada
En 1949, Irena immigra au Canada et s’installa à Winnipeg. Son mari accepta le poste d’éditeur du journal « New Pathway », et Irena devint membre du théâtre « Renaissance ».
En 1960, Irena déploya beaucoup d’énergie è travailler avec l’opéra des enfants à Winnipeg, à l’institut Prosvita, sur la rue Pritchard, coin[Quoi ?]  rue Arlington, dans le quartier nord de la ville. Son entreprise musicale tenait ses répétitions dans l’édifice de The Ukrainian National Home Association sur la rue McGregor, coin[Quoi ?] Burrows Ave. Par sa seule présence, elle attira un groupe talentueux de musiciens, chorégraphes, scénographes et costumiers. Elle devint le noyau d’un ensemble d’enfants doués dont elle devint la mentore. Les enfants l‘appelaient Madame Martynec (Пані Мартинець).  
En 1964, ils ont présenté l’opéra Koza Dereza de Mykola Lyssenko,. En 1965, l’ensemble musical a joué The Snow Queen de Mykola Lyssenko. Les deux présentations, The Snow Queen (Зимова Краля) et Koza Dereza (Коза-Дереза) ont eu lieu au théâtre Pantages Playhouse à Winnipeg,. 
En 1967, sa troupe musicale a voyagé par train de Winnipeg à Montréal pour présenter Koza Dereza à l’Exposition universelle de 1967 (Expo 67) à l’occasion de la célébration du centenaire du Canada. De Montréal, la troupe s’est rendue par autobus à Ottawa pour donner un concert en rappel.  

## Reconnaissance par le peuple
Le 7 octobre 1977 à Winnipeg, l'Ukrainian Canadian Congress (en) a présenté la médaille Shevchenko à Irena.
Beaucoup de jeunes de son entourage ont poursuivi leur carrière dans le même esprit qu’Iréna. Irena Welhasch (Baerg), qui tenait un rôle de crabe à Koza Dereza, a fait elle-même une carrière dans l'opéra, se produisant sur les scènes de grands opéras à travers l'Amérique du Nord. Genia Blum, danceuse, écrivaine et traductrice, avait étudié à l’École de Ballet Royal de Winnipeg et c’est elle qui tenait le rôle de Lada dans The Snow Queen; sous son nom de fille Eugenia Snihurowycz, elle est devenue danseuse professionnelle en Europe et a fondé un studio de ballet à Lucerne, en Suisse, où elle a continué d’appuyer les arts en établissant une fondation pour la dance intitulée Daria Nyzankiwska, en l’honneur de sa mère. Russell Mychajluk (Mitchell), qui tenait un rôle de lapin à Koza Dereza, écrivit et produisit de la musique populaire, pour la télévision et pour le théâtre. Myroslav (Slavko) Klymkiw, qui lui, avait tenu le rôle d’un ours à Koza Dereza, est devenu chef de la programmation de réseau de la CBC. D'autres encore, de son groupe musical, sont devenus des facilitateurs et des administrateurs dans des institutions culturelles au Canada.   
Irena Turkevycz-Martynec est décédée le 5 juillet 1983, à Winnipeg.